# Welcome to Blue Island
Welcome to Blue Island è il decimo album in studio del gruppo Enuff Z'nuff, pubblicato dalla Perris Records nel 2003.
La versione per il mercato giapponese contiene le cover di Hide Your Love Away dei Beatles e di All Apologies dei Nirvana.

## Tracce
1. Saturday
2. Can't Wait
3. Good Times (Are Hard to Find)
4. Sanibel Island
5. I've Fallen in Love Again
6. Roll Me
7. Roller Bladin' in the Shade
8. Man Without a Heart
9. Z Overture
10. Zentemental Journey
11. Sun, The

Tracce bonus versione giapponese
1. Hide Your Love Away
2. 87 Days
3. All Apologies
4. July 1970

## Formazione
- Donnie Vie – voce, chitarre, pianoforte
- Chip Z'Nuff – basso, voce, chitarra
- Ricky Parent – batteria

### Altri musicisti
- Marq Torien - voce su traccia 13